# Uberkinger
Uberkinger est un village et une ancienne commune de Moselle en région Grand Est.

## Toponymie
- Oberkinge (1756)[1], Uberkigner (1779)[1], Uber Kinger (1793)[2], Haut-Kinger (carte Cassini)[1].
- Iwwerkinger en Francique lorrain[3]. Überkinger pendant l'annexion allemande.

## Histoire
Village qui dépendait de la châtellenie d'Albestroff.

Absorbé par Kappelkinger le 12 janvier 1810.

## Démographie
| 1793 | 1800 | 1806 | 1900 |
| ---- | ---- | ---- | ---- |
| 277  | 281  | 297  | 246  |

## Lieux et monuments
Chapelle Sainte-Odile